# Here We Go Again (Ray Charles)
"Here We Go Again" is een countrynummer, geschreven door Don Lanier en Red Steagall, dat in 1967 voor het eerst een hit werd in de uitvoering van de Amerikaanse rhythm-and-bluesartiest Ray Charles.

## Versie van Ray Charles
In de periode waarin Charles het nummer opnam, verkende hij de overlap tussen de rhythm-and-bluesmuziek en countrymuziek. Hoewel zijn platenmaatschappij wou dat hij de focus bleef leggen op rhythm-and-blues, zorgde de country-invloeden er wel voor dat Charles meer mainstreamsucces kreeg.
Het nummer is afkomstig van zijn album Ray Charles Invites You to Listen uit 1967 welke werd geproduceerd door Joe Adams. Het werd uitgebracht op Charles' eigen label Tangerine Records, waarbij ABC Records voor de promotie en verspreiding zorgde.
De versie van Charles stond twaalf weken in de Billboard Hot 100, met een piek op nummer 15. In de Nederlandse Top 40 behaalde het nummer de derde positie en was het Charles' laatste top 10 hit.

### NPO Radio 2 Top 2000
| Nummer met noteringen in de NPO Radio 2 Top 2000 | '99  | '00 | '01  |
| ------------------------------------------------ | ---- | --- | ---- |
| Here We Go Again                                 | 1991 | -   | 1970 |

1. ↑  Een '-' betekent dat het nummer niet was genoteerd en een vetgedrukt getal geeft de hoogste notering aan.
2. ↑  Deze tabel is bijgewerkt tot en met de laatste editie (2024).

## Andere versies
In 1969 nam de Amerikaanse zangeres Nancy Sinatra een cover op voor haar album Nancy. Deze versie werd ontdaan van de rhythm-and-blues invloeden en had een meer easy listening-geluid. Billy Strange produceerde Sinatra's coverversie en de single kwam niet hoger dan plek 98 in de Hot 100.
In 2004 nam Charles "Here We Go Again" opnieuw op, ditmaal als duet met de Amerikaanse singer-songwriter Norah Jones. Jones was een groot fan van Charles en gaf aan meteen in het vliegtuig gestapt te zijn toen Charles haar belde met de vraag samen te werken. Op de single worden beide zangers begeleid door Billy Preston op het hammondorgel.
Het nummer werd opgenomen op het album Genius Loves Company, waarmee Charles de Grammy Award voor Album van het Jaar won. In februari 2005 won het duet beide prijzen waarvoor het genomineerd was bij de 47e Grammy Awards: Plaat van het Jaar en Beste Popsamenwerking met zang. Het was, na Walk On van U2 in 2001, pas de tweede keer dat een nummer Plaat van het Jaar won zonder in de Billboard Hot 100 gestaan te hebben. Desondanks is de single wel met de gouden status gecertificeerd.
Het nummer is door een breed scala aan artiesten gecoverd. De versies van Johnny Duncan, Roy Clark en Joe Dolan werden op single uitgebracht - zonder groot succes. Billy Vaughn, Glen Campbell, Eddy Arnold, George Strait, Red Steagall & Reba McEntire, Little Willie Littlefield, Peters & Lee, namen elk een versie op voor opname op een muziekalbum. 